# Saison NBA 2019-2020
Navigation
Saison 2018-2019 Saison 2020-2021
La saison NBA 2019-2020 est la 71e saison de la National Basketball Association (74e en comptant les trois saisons BAA). Le NBA All-Star Game 2020 se déroule le 16 février 2020 à l'United Center de Chicago dans l'Illinois.
Le 11 mars 2020, la NBA annonce la suspension de la saison pour une durée indéterminée en raison de la pandémie de Covid-19,.
Le 4 juin 2020, une proposition est faite par la ligue pour reprendre la saison à partir du 30 juillet 2020, elle est approuvée par les propriétaires des franchises et le lendemain par l'association des joueurs de la NBA.
Les Finales NBA 2020 sont remportées par les Lakers de Los Angeles, sur le score de 4-2 face au Heat de Miami. LeBron James est nommé MVP des Finales à l'issue de la série.

## Calendrier des événements de la saison
- 20 juin 2019 : Draft 2019 de la NBA.
- 1er octobre 2019 : Début de la pré-saison.
- 22 octobre 2019 : Ouverture de la saison régulière 2019-2020.
- 24 janvier 2020 : NBA Paris Game (1er match de NBA à se disputer en France) entre les Hornets de Charlotte et les Bucks de Milwaukee.
- 16 février 2020 : NBA All-Star Game 2020, à Chicago.
- 11 mars 2020 : Suspension de la saison en raison de la pandémie de Covid-19.
- Du 22 au 28 juillet, des matchs de préparation sont organisés afin de préparer le retour à la compétition.
- 30 juillet 2020 : Reprise de la saison, à 22 équipes, au Disney World d'Orlando.
- 15 août 2020 : Premier « Play-In » de l'histoire de la NBA.
- 17 août 2020 : Début des Playoffs NBA 2020.
- 30 septembre 2020 : Début des Finales NBA 2020.

## Transactions

### Retraites
- En septembre 2018, Dwyane Wade annonce qu'il prendra sa retraite à l'issue de la saison 2018-2019. Dwyane Wade a disputé 16 saisons en NBA avec le Heat de Miami, les Bulls de Chicago et les Cavaliers de Cleveland. Il a remporté trois titres NBA avec Miami[6].
- Le 1er mars 2019, Channing Frye met un terme à sa carrière. Il a disputé 14 saisons en NBA. Il a remporté un titre NBA avec les Cavaliers de Cleveland[7].
- Le 9 avril 2019, Dirk Nowitzki annonce qu'il met un terme à sa carrière à l'issue de la saison 2018-2019. Dirk Nowitzki a disputé 21 saisons en NBA avec les Mavericks de Dallas. Il a remporté un titre NBA en 2011[8].
- Le 10 juin 2019, Tony Parker annonce qu'il met un terme à sa carrière après 18 saisons dans la ligue, dont 17 années passées avec la franchise des Spurs de San Antonio et une dernière avec les Hornets de Charlotte. TP a remporté 4 titres de champions NBA avec les Spurs de San Antonio[9].
- Le 29 juin 2019, Darren Collison décide à la surprise générale de mettre un terme à sa carrière après 10 saisons disputées dans la ligue[10].
- Le 29 août 2019, Zaza Pachulia annonce sa retraite. Il a joué au sein de la ligue pendant 16 ans. Il a remporté 2 titres de champion NBA avec les Warriors de Golden State[11].
- Le 13 septembre 2019, Shaun Livingston prend la décision de mettre un terme à sa carrière après 15 années disputées dans la ligue. Il remporta 3 bagues de champion avec les Warriors de Golden State[12].
- Le 17 octobre 2019, Luol Deng signe un contrat symbolique avec les Bulls de Chicago pour prendre sa retraite immédiatement après sa signature. Il a passé 15 saisons au sein de la ligue[13].
- Le 4 novembre 2019, José Calderón met un terme à sa carrière après 13 saisons passées au sein de la ligue[14].
- Le 28 décembre 2019, Zach Randolph prend sa retraite après 17 saisons disputées dans la ligue[15].
- Le 16 février 2020, Marcin Gortat décide de mettre un terme à sa carrière après 12 saisons au sein de la ligue[16].
- Le 14 avril 2020, Trevor Booker met un terme à sa carrière après 8 saisons disputées dans la ligue[17].
- Le 24 avril 2020, Jon Leuer annonce qu'il met un terme à sa carrière, à cause des blessures répétitives, après 8 saisons au sein de la ligue[18].
- Le 25 juin 2020, Vince Carter annonce sur les réseaux sociaux qu'il met un terme à sa carrière, détenant le record de saisons passées au sein de la ligue, au nombre de 22[19].

### Changements d’entraîneur
| Avant-saison                    | Avant-saison      | Avant-saison      | Avant-saison |
| Équipe                          | Ancien entraîneur | Nouvel entraîneur |              |
| ------------------------------- | ----------------- | ----------------- | ------------ |
| Cavaliers de Cleveland          | Larry Drew        | John Beilein      |              |
| Grizzlies de Memphis            | J. B. Bickerstaff | Taylor Jenkins    |              |
| Kings de Sacramento             | David Joerger     | Luke Walton       |              |
| Lakers de Los Angeles           | Luke Walton       | Frank Vogel       |              |
| Suns de Phoenix                 | Igor Kokoškov     | Monty Williams    |              |
| En cours de saison              |                   |                   |              |
| Équipe                          | Ancien entraîneur | Nouvel entraîneur |              |
| Knicks de New York              | David Fizdale     | Mike Miller       |              |
| Cavaliers de Cleveland          | John Beilein      | J. B. Bickerstaff |              |
| Nets de Brooklyn                | Kenny Atkinson    | Jacque Vaughn     |              |
| Knicks de New York              | Mike Miller       | Tom Thibodeau     |              |
| Bulls de Chicago                | Jim Boylen        | A déterminer      |              |
| Pelicans de La Nouvelle-Orléans | Alvin Gentry      | A déterminer      |              |
| 76ers de Philadelphie           | Brett Brown       | A déterminer      |              |
| Pacers de l'Indiana             | Nate McMillan     | A déterminer      |              |

Avant-saison
- Le 11 avril 2019, les Cavaliers de Cleveland n'ont pas renouvelé le contrat de leur entraîneur Larry Drew pour la saison suivante.
- Le 11 avril 2019, les Grizzlies de Memphis licencient J. B. Bickerstaff après deux saisons passées dans la franchise.
- Le 11 avril 2019, les Kings de Sacramento licencient Dave Joerger après trois saisons en tant que coach. La série de non-qualification en play-offs s'élève maintenant à 13 années.
- Le 12 avril 2019, les Lakers de Los Angeles se séparent de Luke Walton après trois années passées au coaching de l'équipe.
- Le 14 avril 2019, les Kings de Sacramento engagent Luke Walton[20] en tant qu'entraîneur principal de l'équipe.
- Le 22 avril 2019, les Suns de Phoenix licencient Igor Kokoškov au bout de sa première saison. C'est la 9e année de suite que les Suns manquent les play-offs.
- Le 3 mai 2019, les Suns de Phoenix engagent Monty Williams[21] en tant qu'entraîneur principal.
- Le 13 mai 2019, les Cavaliers de Cleveland engagent John Beilein[22] en tant qu'entraîneur principal.
- Le 13 mai 2019, les Lakers de Los Angeles engagent Frank Vogel[23] en tant qu'entraîneur principal. Il sera accompagné par Jason Kidd, nouvel assistant coach de l'équipe.
- Le 11 juin 2019, les Grizzlies de Memphis engagent Taylor Jenkins[24] en tant qu'entraîneur principal.

Pendant la saison
- Le 6 décembre 2019, les Knicks de New York licencient David Fizdale[25]. Le début de saison catastrophique des Knicks, 4 victoires pour 18 défaites en est la cause. Mike Miller assurera l'intérim.
- Le 19 février 2020, les Cavaliers de Cleveland résilient le contrat de John Beilein. Il est remplacé par son assistant, J. B. Bickerstaff[26].
- Le 7 mars 2020, les Nets de Brooklyn se séparent de Kenny Atkinson par consentement mutuel. Il est remplacé par son assistant Jacque Vaughn[27].
- Le 30 juillet 2020, les Knicks de New York engagent Tom Thibodeau pour remplacer Mike Miller à la tête de l'équipe[28].
- Le 13 août 2020, les Bulls de Chicago annoncent qu'ils se séparent de leur entraîneur Jim Boylen[29].
- Le 15 août 2020, les Pelicans de La Nouvelle-Orléans annoncent qu'ils se séparent de leur entraîneur Alvin Gentry[30].
- Le 25 août 2020, les 76ers de Philadelphie se séparent de leur entraîneur, Brett Brown, à la suite de leur élimination en playoffs[31].
- Le 26 août 2020, les Pacers de l'Indiana limogent Nate McMillan, après l'élimination de l'équipe en playoffs[32].

## Classements
| Champion de division | Qualifié pour les playoffs | Non qualifié pour les playoffs |

Les champions de division ne sont pas automatiquement qualifiés pour les playoffs, seuls les huit premiers de chaque conférence se qualifient pour les playoffs.

### Par division
Source : nba.com
- Classement en date du 15 août 2020.

| Division Atlantique   | V  | D  | MJ | V/D  | GB   | Dom   | Ext   | Div  |
| --------------------- | -- | -- | -- | ---- | ---- | ----- | ----- | ---- |
| Raptors de Toronto    | 53 | 19 | 72 | .736 | –    | 26–10 | 27–9  | 9–5  |
| Celtics de Boston     | 48 | 24 | 72 | .667 | 4.5  | 26–10 | 22–14 | 9–6  |
| 76ers de Philadelphie | 43 | 30 | 73 | .589 | 10.5 | 31–4  | 12–26 | 11–5 |
| Nets de Brooklyn      | 35 | 37 | 72 | .486 | 17.5 | 20–16 | 15–21 | 6–10 |
| Knicks de New York    | 21 | 45 | 66 | .318 | 28.5 | 11–22 | 10–23 | 2–11 |

| Division Centrale      | V  | D  | MJ | V/D  | GB   | Dom   | Ext   | Div  |
| ---------------------- | -- | -- | -- | ---- | ---- | ----- | ----- | ---- |
| Bucks de Milwaukee     | 56 | 17 | 73 | .767 | –    | 30–5  | 26–12 | 13–1 |
| Pacers de l'Indiana    | 45 | 28 | 73 | .616 | 11   | 25–11 | 20–17 | 8–7  |
| Bulls de Chicago       | 22 | 43 | 65 | .338 | 30   | 14–20 | 8–23  | 7–9  |
| Pistons de Détroit     | 20 | 46 | 66 | .303 | 32.5 | 11–22 | 9–24  | 5–10 |
| Cavaliers de Cleveland | 19 | 46 | 65 | .292 | 33   | 11–25 | 8–21  | 4–10 |

| Division Sud-Est     | V  | D  | MJ | V/D  | GB   | Dom   | Ext   | Div  |
| -------------------- | -- | -- | -- | ---- | ---- | ----- | ----- | ---- |
| Heat de Miami        | 44 | 29 | 73 | .603 | –    | 29–7  | 15–22 | 10–4 |
| Magic d'Orlando      | 33 | 40 | 73 | .452 | 11.5 | 18–17 | 15–23 | 9–5  |
| Washington Wizards   | 25 | 47 | 72 | .347 | 19   | 16–20 | 9–27  | 5–9  |
| Hornets de Charlotte | 23 | 42 | 65 | .354 | 17.5 | 10–21 | 13–21 | 2–7  |
| Hawks d'Atlanta      | 20 | 47 | 66 | .299 | 21.5 | 14–20 | 6–27  | 6–7  |

| Division Nord-Ouest       | V  | D  | MJ | V/D  | GB   | Dom   | Ext   | Div  |
| ------------------------- | -- | -- | -- | ---- | ---- | ----- | ----- | ---- |
| Nuggets de Denver         | 46 | 27 | 73 | .630 | –    | 26–11 | 20–16 | 12–2 |
| Thunder d'Oklahoma City   | 44 | 28 | 72 | .611 | 1.5  | 23–14 | 21–14 | 8–5  |
| Jazz de l'Utah            | 44 | 28 | 72 | .611 | 1.5  | 23–12 | 21–16 | 5–7  |
| Trail Blazers de Portland | 35 | 39 | 74 | .473 | 11.5 | 21–15 | 14–24 | 5–8  |
| Timberwolves du Minnesota | 19 | 45 | 64 | .297 | 22.5 | 8–24  | 11–21 | 2–10 |

| Division Pacifique       | V  | D  | MJ | V/D  | GB   | Dom   | Ext   | Div  |
| ------------------------ | -- | -- | -- | ---- | ---- | ----- | ----- | ---- |
| Lakers de Los Angeles    | 52 | 19 | 71 | .732 | –    | 25–10 | 27–9  | 10–3 |
| Clippers de Los Angeles  | 49 | 23 | 72 | .681 | 3.5  | 27–9  | 22–14 | 8–6  |
| Suns de Phoenix          | 34 | 39 | 73 | .466 | 19   | 17–22 | 17–17 | 6–9  |
| Kings de Sacramento      | 31 | 41 | 72 | .431 | 21.5 | 16–19 | 15–22 | 8–5  |
| Warriors de Golden State | 15 | 50 | 65 | .231 | 34   | 8–26  | 7–24  | 2–11 |

| Division Sud-Ouest       | V  | D  | MJ | V/D  | GB   | Dom   | Ext   | Div  |
| ------------------------ | -- | -- | -- | ---- | ---- | ----- | ----- | ---- |
| Rockets de Houston       | 44 | 28 | 72 | .611 | –    | 24–12 | 20–16 | 8–5  |
| Mavericks de Dallas      | 43 | 32 | 75 | .573 | 2.5  | 20–18 | 23–14 | 10–4 |
| Grizzlies de Memphis     | 34 | 39 | 73 | .466 | 10.5 | 20–17 | 14–22 | 4–9  |
| Spurs de San Antonio     | 32 | 39 | 71 | .451 | 11.5 | 19–15 | 13–24 | 7–6  |
| Pelicans de Nlle-Orléans | 30 | 42 | 72 | .417 | 14   | 15–21 | 15–21 | 4–9  |

### Par conférence
Source : nba.com
- Classement en date du 15 août 2020.

| Conférence Est | Conférence Est         | Conférence Est | Conférence Est | Conférence Est | Conférence Est | Conférence Est | Conférence Est |
| No             | Franchise              | Vic.           | Déf.           | MJ             | V/D            | GB             |                |
| -------------- | ---------------------- | -------------- | -------------- | -------------- | -------------- | -------------- | -------------- |
| 1              | Bucks de Milwaukee     | 56             | 17             | 73             | .767           | –              |                |
| 2              | Raptors de Toronto     | 53             | 19             | 72             | .736           | 2.5            |                |
| 3              | Celtics de Boston      | 48             | 24             | 72             | .667           | 7.5            |                |
| 4              | Pacers de l'Indiana    | 45             | 28             | 73             | .616           | 11             |                |
| 5              | Heat de Miami          | 44             | 29             | 73             | .603           | 12             |                |
| 6              | 76ers de Philadelphie  | 43             | 30             | 73             | .589           | 13             |                |
| 7              | Nets de Brooklyn       | 35             | 37             | 72             | .486           | 20.5           |                |
| 8              | Magic d'Orlando        | 33             | 40             | 73             | .452           | 23             |                |
|                |                        |                |                |                |                |                |                |
| 9              | Wizards de Washington¹ | 25             | 47             | 72             | .347           | 30.5           |                |
| 10             | Hornets de Charlotte   | 23             | 42             | 65             | .354           | 29             |                |
| 11             | Bulls de Chicago       | 22             | 43             | 65             | .338           | 30             |                |
| 12             | Knicks de New York     | 21             | 45             | 66             | .318           | 31.5           |                |
| 13             | Pistons de Détroit     | 20             | 46             | 66             | .303           | 32.5           |                |
| 14             | Hawks d'Atlanta        | 20             | 47             | 67             | .299           | 33             |                |
| 15             | Cavaliers de Cleveland | 19             | 46             | 65             | .292           | 33             |                |

| Conférence Ouest | Conférence Ouest                | Conférence Ouest | Conférence Ouest | Conférence Ouest | Conférence Ouest | Conférence Ouest | Conférence Ouest |
| No               | Franchise                       | Vic.             | Def.             | MJ               | V/D              | GB               |                  |
| ---------------- | ------------------------------- | ---------------- | ---------------- | ---------------- | ---------------- | ---------------- | ---------------- |
| 1                | Lakers de Los Angeles           | 52               | 19               | 71               | .732             | –                |                  |
| 2                | Clippers de Los Angeles         | 49               | 23               | 72               | .681             | 3.5              |                  |
| 3                | Nuggets de Denver               | 46               | 27               | 73               | .630             | 7                |                  |
| 4                | Rockets de Houston              | 44               | 28               | 72               | .611             | 8.5              |                  |
| 5                | Thunder d'Oklahoma City         | 44               | 28               | 72               | .611             | 8.5              |                  |
| 6                | Jazz de l'Utah                  | 44               | 28               | 72               | .611             | 8.5              |                  |
| 7                | Mavericks de Dallas             | 43               | 32               | 75               | .573             | 11               |                  |
| 8                | Trail Blazers de Portland (PI)  | 35               | 39               | 74               | .473             | 18.5             |                  |
|                  |                                 |                  |                  |                  |                  |                  |                  |
| 9                | Grizzlies de Memphis (PI)       | 34               | 39               | 73               | .466             | 19               |                  |
| 10               | Suns de Phoenix                 | 34               | 39               | 73               | .466             | 19               |                  |
| 11               | Spurs de San Antonio            | 32               | 39               | 71               | .451             | 20               |                  |
| 12               | Kings de Sacramento             | 31               | 41               | 72               | .431             | 21.5             |                  |
| 13               | Pelicans de La Nouvelle-Orléans | 30               | 42               | 72               | .417             | 22.5             |                  |
| 14               | Timberwolves du Minnesota       | 19               | 45               | 64               | .297             | 29.5             |                  |
| 15               | Warriors de Golden State        | 15               | 50               | 65               | .231             | 34               |                  |

#### Play-In pour la huitième place
| 15 août 2020 14h30 EDT 20h30 PAR | Rapport | Grizzlies de Memphis 122, Trail Blazers de Portland 126                          | Grizzlies de Memphis 122, Trail Blazers de Portland 126 | Grizzlies de Memphis 122, Trail Blazers de Portland 126 |  | The Field House, Comté d'Orange, Floride Affluence : 0 Arbitres : James Capers, Pat Fraher, Tony Brown | ABC, BeIn Sports |
| 15 août 2020 14h30 EDT 20h30 PAR | Rapport | Score par quart-temps : 19-31, 33-27, 42-31, 28-37                               |                                                         |                                                         |  | The Field House, Comté d'Orange, Floride Affluence : 0 Arbitres : James Capers, Pat Fraher, Tony Brown | ABC, BeIn Sports |
| 15 août 2020 14h30 EDT 20h30 PAR | Rapport | Score par mi-temps : 52-58, 70-68                                                |                                                         |                                                         |  | The Field House, Comté d'Orange, Floride Affluence : 0 Arbitres : James Capers, Pat Fraher, Tony Brown | ABC, BeIn Sports |
| 15 août 2020 14h30 EDT 20h30 PAR | Rapport | Ja Morant, 35 Jonas Valančiūnas, 17 Kyle Anderson, 9                             | Points Rebonds Passes d.                                | Damian Lillard, 31 Jusuf Nurkić, 21 Damian Lillard, 10  |  | The Field House, Comté d'Orange, Floride Affluence : 0 Arbitres : James Capers, Pat Fraher, Tony Brown | ABC, BeIn Sports |
| 15 août 2020 14h30 EDT 20h30 PAR | Rapport | Portland se qualifie pour les Playoffs et affrontera les Lakers au premier tour. |                                                         |                                                         |  | The Field House, Comté d'Orange, Floride Affluence : 0 Arbitres : James Capers, Pat Fraher, Tony Brown | ABC, BeIn Sports |

## Mort de Kobe Bryant
Le 26 janvier 2020, moins de quatre semaines après le décès du commissaire émérite David Stern d'une hémorragie cérébrale à l'âge de 77 ans, la légende récemment à la retraite des Lakers de Los Angeles Kobe Bryant et sa fille Gianna, âgée de 13 ans, ont été tragiquement tués lorsque l'hélicoptère Sikorsky S-76B à bord duquel ils se trouvaient s'est écrasé sur une colline de la ville de Calabasas, en Californie, à environ 48 kilomètres (30 miles) au nord-ouest du centre-ville de Los Angeles, alors qu'ils étaient en route à l'aéroport de Camarillo. Bryant avait 41 ans, l'accident n'a laissé aucun survivant. Aux côtés des Bryants, il y avait sept autres personnes : l'entraîneur de baseball John Altobelli, sa femme Keri, leur fille Alyssa, âgée de 14 ans, Sarah Chester et sa fille de 13 ans Payton, l'entraîneur de basket-ball Christina Mauser et le pilote, Ara Zobayan. Tous les occupants ont été tués à l'impact et le 28 janvier, l'identité de Bryant a été officiellement confirmée à l'aide d'empreintes digitales. Le lendemain, le département du médecin légiste-coroner du comté de Los Angeles a déclaré que la cause officielle du décès pour lui et les huit autres personnes à bord de l'hélicoptère était un traumatisme de force brutale. Un an plus tard, le 9 février 2021, la cause de l'accident a été officiellement déterminée comme étant une désorientation spatiale qu'a connu Zobayan en raison d'un épais brouillard dans la région de Los Angeles ce matin-là.
Il y avait huit matchs de la NBA qui devaient être joués le jour de l'accident, dont le premier était entre les Rockets de Houston et les Nuggets de Denver. Le Pepsi Center (maintenant Ball Arena) a été la première salle de la NBA à reconnaître la mort de Bryant, les Nuggets tenant un bref hommage avant l'entre-deux, en le concluant par le message "Repose en paix, Mamba". Ce match devant commencer quelques minutes seulement après que la nouvelle ait été révélée, ce match s'est déroulé comme prévu, Denver battant Houston 117-110. Il y aurait eu des discussions entre les autorités de la ligue sur l'annulation ou non des autres matchs ce jour-là, mais chaque match s'est finalement déroulé comme prévu, en partie en raison du sentiment que Bryant lui-même aurait voulu que les matchs aient lieu. Sur les sept matchs restants joués ce jour-là, en commençant par le match des Raptors de Toronto aux Spurs de San Antonio, chaque équipe a intentionnellement commis soit une violation de l'horloge de 8 secondes, soit une violation de l'horloge de tir de 24 secondes sur leur toute première possession du match, servant ainsi d'hommage au maillot numéro 8 de Bryant, qu'il portait de 1996 à 2006, et à son maillot numéro 24, qu'il a porté de 2006-2016. Ces hommages ont d'abord été proposés par l'entraîneur des Spurs Gregg Popovich, et le reste de la ligue a ensuite emboîté le pas tout au long du dimanche. Notamment, Kyrie Irving, qui était à l'époque membre des Nets de Brooklyn, a quitté le Madison Square Garden avant le coup d'envoi du match contre les Knicks de New York après avoir appris la mort de Bryant. Irving, qui considérait Bryant comme un mentor, s'est souvent entraîné avec Kobe et était, et continue d'être très proche de la famille Bryant.
La soirée précédente, le 25 janvier, LeBron James a dépassé Bryant pour la troisième place sur la Liste des meilleurs marqueurs en NBA en carrière lors d'une défaite à l'extérieur contre les 76ers de Philadelphie dans la ville natale de Bryant. James finira par dépasser Kareem Abdul-Jabbar en tant que meilleur marqueur de tous les temps de la NBA trois ans plus tard, le 7 février 2023. Les Lakers de Los Angeles ont appris la mort de Bryant alors qu'ils rentraient à Los Angeles en provenance de Philadelphie le lendemain, laissant tout le monde à bord du vol en état de choc absolu et il n'a pas fallu longtemps pour que leur rencontre du 28 janvier contre le rival des Clippers de Los Angeles soit reportée. C'était la première fois qu'un match de la NBA était reporté pour quelque raison que ce soit depuis près de sept ans, lorsque le Double attentat du marathon 2013 de Boston en 2013 a conduit au report d'un match des Celtics de Boston. Les Lakers n'ont pas joué de match à la suite de la mort de Bryant avant le 31 janvier, date à laquelle ils ont accueilli les Trail Blazers de Portland sur ESPN. Avant le début du match, les Lakers ont réalisé un hommage très détaillé de 24 minutes à Bryant, à sa fille et aux sept autres victimes. Cet hommage a commencé avec Usher interprétant "Amazing Grace" et a été couronné par une interprétation de Star Spangled Banner par Boyz II Men avant d'être conclu par un discours de James, qui avait initialement préparé un discours, mais a rapidement jeté sa fiche sur le parquet après avoir dit "Laker Nation man, je vous déceverais si je lisais cette merde, alors je vais aller droit au cœur", alors qu'il s'adressait à une foule triste du Staples Center avec un discours riche en émotions et improvisé, terminant son discours par "... donc en reprenant les mots de Kobe Bryant : 'Mamba Out', mais dans nos mots : 'pas oublié', continue à vivre mon frère ». À la suite de l'éloge funèbre, chaque joueur du cinq de départ des Lakers a été présenté par des références à Bryant. Portland l'a emporté 127-119, dans ce qui s'est avéré être la deuxième rencontre NBA la plus regardée de l'histoire d'ESPN, avec une moyenne de 4,41 millions de téléspectateurs. La toute première rencontre entre Shaquille O'Neal et Yao Ming en 2003 a été la seule avec plus de téléspectateurs.
La NBA a également renommé le NBA All Star Game MVP Award en NBA All-Star Game Kobe Bryant Most Valuable Player, avec Kawhi Leonard des Clippers de Los Angeles comme le premier à le recevoir, lui qui, quelques jours après l'accident, a révélé que lui et Bryant partageaient le même pilote, Ara Zobayan, qui a également perdu la vie dans l'accident. Le match du All Star de la NBA 2020 a vu tous les joueurs de l'équipe LeBron porter le maillot numéro deux pour Gianna et tous les joueurs de l'équipe Giannis porter le maillot numéro 24 pour Kobe. Le All Star Game a également temporairement changé pour un format de style 'Echelon' à partir de 2020, où le score de l'équipe en tête à la fin du troisième quart plus 24 (numéro du maillot de Bryant de 2006 à 2016) est défini comme score cible. Ce format est cependant abandonné en 2023, le match de cette année-là à Salt Lake City étant le dernier sous ce format. Le match Lakers-Clippers reporté était initialement prévu pour être joué le 9 avril, mais en raison de la suspension de la saison le 11 mars, il a eu lieu au tout début du redémarrage de la NBA le 30 juillet, les Lakers l'emportant 103-101.
Le 7 février, Bryant et sa fille ont été enterrés lors de funérailles privées dans le Pacific View Memorial Park dans le quartier de Corona del Mar à Newport Beach, en Californie. Un cérémonie commémorative publique a eu lieu le 24 février (2/24, marquant les numéros de maillot de Kobe et de Gianna) au Staples Center (maintenant Crypto.com Arena) présentée par Jimmy Kimmel. Les intervenants de la cérémonie comprenaient la femme veuve de Bryant, Vanessa, Michael Jordan et Shaquille O'Neal, ainsi que la meneuse des Mercury de Phoenix Diana Taurasi, ainsi que Geno Auriemma, l'entraîneur de Taurasi dans le Connecticut, où Gianna aspirait à jouer
Le 11 octobre 2020, les Lakers ont battu les Heat de Miami 4-2 lors de la finale de la NBA 2020 pour remporter le 17e championnat de l'histoire de la franchise, et ont dédié leur victoire et leur saison à Bryant.
Au cours de sa première année d'éligibilité, Bryant a été nommé finaliste au Naismith Memorial Basketball Hall of Fame, un peu moins de trois semaines après sa mort, avant d'être intronisé à titre posthume en avril 2020. Son intronisation officielle a été reportée à 2021 en raison de la pandémie de Covid-19. En octobre 2021, Bryant a été honoré comme l'un des plus grands joueurs NBA de tous les temps, en étant nommé dans l'équipe du 75e anniversaire de la NBA.

## Reprise de la saison NBA: la « Bulle »
Le 23 mai 2020, la NBA annonce être en négociations avec The Walt Disney Company sur la possibilité de terminer la saison au complexe ESPN Wide World of Sports de Walt Disney World à Orlando.
Le 29 mai 2020, le commissaire de la NBA, Adam Silver et le bureau de la ligue, informent le Conseil des Gouverneurs que le 31 juillet serait une date cible pour une reprise de la saison.
Le 4 juin 2020, le Conseil des Gouverneurs de la NBA approuve un plan pour relancer la saison le 31 juillet 2020. Du 22 au 28 juillet, des matchs de préparation sont organisés pour préparer le retour à la compétition le 31 juillet. En vertu de ce plan, 13 équipes de la conférence Ouest et 9 équipes de la conférence Est sont conviés à participer à la fin de la saison. Il s'agit des équipes étant à moins de six matchs d’une place en playoffs. Les différentes équipes joueront chacune un total de 8 matchs de saison régulière. Ensuite, un tournoi "play-in" serait possible entre le 8e et le 9e de conférence, s'il y a moins de quatre matchs d'écart, afin de décider des dernières équipes qualifiées.
La proposition de reprise à 22 équipes est validée par l'association des joueurs de la NBA, le 5 juin 2020.
La reprise s'effectue dans un contexte marqué par les suites de la mort de George Floyd. La NBA autorise l'expression politique des joueurs comme la pose d’un genou à terre pendant l’hymne national et affiche « Black Lives Matter » sur les parquets. Après qu'un Afro-américain ait été blessé de plusieurs balles par un policier dans le Wisconsin le 23 août et les troubles qui s'ensuivent avec l'assassinat de deux personnes par un militant d'extrême-droite, les Bucks de Milwaukee refusent de disputer la cinquième manche du premier tour de Play-offs face au Magic d'Orlando. Les autres équipes observent également un boycott des rencontres pendant plusieurs jours, également suivi dans les ligues de base-ball et de soccer.
| « Bulle » de la Conférence Est | « Bulle » de la Conférence Est | « Bulle » de la Conférence Est | « Bulle » de la Conférence Est |
| Rang                           | Franchise                      | Victoires                      | Défaites                       |
| ------------------------------ | ------------------------------ | ------------------------------ | ------------------------------ |
| 2                              | Raptors de Toronto             | 7                              | 1                              |
| 4                              | Pacers de l'Indiana            | 6                              | 2                              |
| 3                              | Celtics de Boston              | 5                              | 3                              |
| 7                              | Nets de Brooklyn               | 5                              | 3                              |
| 6                              | 76ers de Philadelphie          | 4                              | 4                              |
| 1                              | Bucks de Milwaukee             | 3                              | 5                              |
| 5                              | Heat de Miami                  | 3                              | 5                              |
| 8                              | Magic d'Orlando                | 3                              | 5                              |
| 9                              | Wizards de Washington          | 1                              | 7                              |

| « Bulle » de la Conférence Ouest | « Bulle » de la Conférence Ouest | « Bulle » de la Conférence Ouest | « Bulle » de la Conférence Ouest |
| Rang                             | Franchise                        | Victoires                        | Défaites                         |
| -------------------------------- | -------------------------------- | -------------------------------- | -------------------------------- |
| 10                               | Suns de Phoenix                  | 8                                | 0                                |
| 8                                | Trail Blazers de Portland        | 6                                | 2                                |
| 2                                | Clippers de Los Angeles          | 5                                | 3                                |
| 11                               | Spurs de San Antonio             | 5                                | 3                                |
| 5                                | Thunder d'Oklahoma City          | 4                                | 4                                |
| 4                                | Rockets de Houston               | 4                                | 4                                |
| 1                                | Lakers de Los Angeles            | 3                                | 5                                |
| 3                                | Nuggets de Denver                | 3                                | 5                                |
| 6                                | Jazz de l'Utah                   | 3                                | 5                                |
| 7                                | Mavericks de Dallas              | 3                                | 5                                |
| 12                               | Kings de Sacramento              | 3                                | 5                                |
| 9                                | Grizzlies de Memphis             | 2                                | 6                                |
| 13                               | Pelicans de La Nouvelle-Orléans  | 2                                | 6                                |

| Récompenses                 | Vainqueurs                |
| --------------------------- | ------------------------- |
| Bubble Most Valuable Player | Damian Lillard (Portland) |
| Coach of the Bubble         | Monty Williams (Phoenix)  |

| - All-Bubble First Team : - SG Devin Booker (Phoenix) - SF Luka Dončić (Dallas) - SG James Harden (Houston) - PG Damian Lillard (Portland) - SF T. J. Warren (Indiana) | - All-Bubble Second Team : - PF Giánnis Antetokoúnmpo (Milwaukee) - SF Kawhi Leonard (LA Clippers) - SG Caris LeVert (Brooklyn) - PF Michael Porter Jr. (Nuggets) - PF Kristaps Porziņģis (Dallas) |

## Playoffs
Les playoffs sont disputées par les huit équipes les mieux classées de la conférence Est et par les huit les mieux classées de la conférence Ouest. Pour cette saison, le système de playoffs est légèrement revisité, avec un éventuel mini-tournoi opposant le 8e et 9e de chaque conférence afin d'établir le tableau final.
|  | 1er tour         | 1er tour                  | 1er tour                 |   |                          | Demi-finales de Conférence | Demi-finales de Conférence | Demi-finales de Conférence |  |   | Finales de Conférence  | Finales de Conférence | Finales de Conférence |  |    | Finale NBA    | Finale NBA | Finale NBA |
|  |                  |                           |                          |   |                          |                            |                            |                            |  |   |                        |                       |                       |  |    |               |            |            |
|  | 1                | Bucks de Milwaukee        | 4                        |   |                          |                            |                            |                            |  |   |                        |                       |                       |  |    |               |            |            |
|  | 8                | Magic d'Orlando           | 1                        |   |                          |                            |                            |                            |  |   |                        |                       |                       |  |    |               |            |            |
|  | 8                | Magic d'Orlando           | 1                        |   | 1                        | Bucks de Milwaukee         | 1                          |                            |  |   |                        |                       |                       |  |    |               |            |            |
|  |                  |                           |                          |   | 1                        | Bucks de Milwaukee         | 1                          |                            |  |   |                        |                       |                       |  |    |               |            |            |
|  |                  | 5                         | Heat de Miami            | 4 |                          |                            |                            |                            |  |   |                        |                       |                       |  |    |               |            |            |
|  | 4                | 5                         | Heat de Miami            | 4 | Pacers de l'Indiana      | 0                          |                            |                            |  |   |                        |                       |                       |  |    |               |            |            |
|  | 4                |                           |                          |   | Pacers de l'Indiana      | 0                          |                            |                            |  |   |                        |                       |                       |  |    |               |            |            |
|  | 5                | Heat de Miami             | 4                        |   |                          |                            |                            |                            |  |   |                        |                       |                       |  |    |               |            |            |
|  | 5                | Heat de Miami             | 4                        |   |                          |                            |                            |                            |  | 5 | Heat de Miami          | 4                     |                       |  |    |               |            |            |
|  | Conférence Est   |                           |                          |   |                          |                            |                            |                            |  | 5 | Heat de Miami          | 4                     |                       |  |    |               |            |            |
|  |                  | 3                         | Celtics de Boston        | 2 |                          |                            |                            |                            |  |   |                        |                       |                       |  |    |               |            |            |
|  | 3                | 3                         | Celtics de Boston        | 2 | Celtics de Boston        | 4                          |                            |                            |  |   |                        |                       |                       |  |    |               |            |            |
|  | 3                |                           |                          |   | Celtics de Boston        | 4                          |                            |                            |  |   |                        |                       |                       |  |    |               |            |            |
|  | 6                | 76ers de Philadelphie     | 0                        |   |                          |                            |                            |                            |  |   |                        |                       |                       |  |    |               |            |            |
|  | 6                | 76ers de Philadelphie     | 0                        |   | 3                        | Celtics de Boston          | 4                          |                            |  |   |                        |                       |                       |  |    |               |            |            |
|  |                  |                           |                          |   | 3                        | Celtics de Boston          | 4                          |                            |  |   |                        |                       |                       |  |    |               |            |            |
|  |                  | 2                         | Raptors de Toronto       | 3 |                          |                            |                            |                            |  |   |                        |                       |                       |  |    |               |            |            |
|  | 2                | 2                         | Raptors de Toronto       | 3 | Raptors de Toronto       | 4                          |                            |                            |  |   |                        |                       |                       |  |    |               |            |            |
|  | 2                |                           |                          |   | Raptors de Toronto       | 4                          |                            |                            |  |   |                        |                       |                       |  |    |               |            |            |
|  | 7                | Nets de Brooklyn          | 0                        |   |                          |                            |                            |                            |  |   |                        |                       |                       |  |    |               |            |            |
|  | 7                | Nets de Brooklyn          | 0                        |   |                          |                            |                            |                            |  |   |                        |                       |                       |  | E5 | Heat de Miami | 2          |            |
|  |                  |                           |                          |   |                          |                            |                            |                            |  |   |                        |                       |                       |  | E5 | Heat de Miami | 2          |            |
|  |                  | O1                        | Lakers de Los Angeles0   | 4 |                          |                            |                            |                            |  |   |                        |                       |                       |  |    |               |            |            |
|  | 1                | O1                        | Lakers de Los Angeles0   | 4 | Lakers de Los Angeles    | 4                          |                            |                            |  |   |                        |                       |                       |  |    |               |            |            |
|  | 1                |                           |                          |   | Lakers de Los Angeles    | 4                          |                            |                            |  |   |                        |                       |                       |  |    |               |            |            |
|  | 8                | Trail Blazers de Portland | 1                        |   |                          |                            |                            |                            |  |   |                        |                       |                       |  |    |               |            |            |
|  | 8                | Trail Blazers de Portland | 1                        |   | 1                        | Lakers de Los Angeles      | 4                          |                            |  |   |                        |                       |                       |  |    |               |            |            |
|  |                  |                           |                          |   | 1                        | Lakers de Los Angeles      | 4                          |                            |  |   |                        |                       |                       |  |    |               |            |            |
|  |                  | 4                         | Rockets de Houston       | 1 |                          |                            |                            |                            |  |   |                        |                       |                       |  |    |               |            |            |
|  | 4                | 4                         | Rockets de Houston       | 1 | Rockets de Houston       | 4                          |                            |                            |  |   |                        |                       |                       |  |    |               |            |            |
|  | 4                |                           |                          |   | Rockets de Houston       | 4                          |                            |                            |  |   |                        |                       |                       |  |    |               |            |            |
|  | 5                | Thunder d'Oklahoma City   | 3                        |   |                          |                            |                            |                            |  |   |                        |                       |                       |  |    |               |            |            |
|  | 5                | Thunder d'Oklahoma City   | 3                        |   |                          |                            |                            |                            |  | 1 | Lakers de Los Angeles0 | 4                     |                       |  |    |               |            |            |
|  | Conférence Ouest |                           |                          |   |                          |                            |                            |                            |  | 1 | Lakers de Los Angeles0 | 4                     |                       |  |    |               |            |            |
|  |                  | 3                         | Nuggets de Denver        | 1 |                          |                            |                            |                            |  |   |                        |                       |                       |  |    |               |            |            |
|  | 3                | 3                         | Nuggets de Denver        | 1 | Nuggets de Denver        | 4                          |                            |                            |  |   |                        |                       |                       |  |    |               |            |            |
|  | 3                |                           |                          |   | Nuggets de Denver        | 4                          |                            |                            |  |   |                        |                       |                       |  |    |               |            |            |
|  | 6                | Jazz de l'Utah            | 3                        |   |                          |                            |                            |                            |  |   |                        |                       |                       |  |    |               |            |            |
|  | 6                | Jazz de l'Utah            | 3                        |   | 3                        | Nuggets de Denver          | 4                          |                            |  |   |                        |                       |                       |  |    |               |            |            |
|  |                  |                           |                          |   | 3                        | Nuggets de Denver          | 4                          |                            |  |   |                        |                       |                       |  |    |               |            |            |
|  |                  | 2                         | Clippers de Los Angeles0 | 3 |                          |                            |                            |                            |  |   |                        |                       |                       |  |    |               |            |            |
|  | 2                | 2                         | Clippers de Los Angeles0 | 3 | Clippers de Los Angeles0 | 4                          |                            |                            |  |   |                        |                       |                       |  |    |               |            |            |
|  | 2                |                           |                          |   | Clippers de Los Angeles0 | 4                          |                            |                            |  |   |                        |                       |                       |  |    |               |            |            |
|  | 7                | Mavericks de Dallas       | 2                        |   |                          |                            |                            |                            |  |   |                        |                       |                       |  |    |               |            |            |

## Statistiques

### Meilleurs joueurs par statistiques
Pour pouvoir être classé et prétendre au titre de meilleur de la ligue dans une catégorie de statistique, le joueur doit répondre à un minimum de critères édictés dans le Rate Statistic Requirements.
Source : https://stats.nba.com/players/
| Catégorie                      | Joueur                | Équipe                    | Statistique |
| ------------------------------ | --------------------- | ------------------------- | ----------- |
| Points par match               | James Harden          | Rockets de Houston        | 34,3        |
| Rebonds par match              | Andre Drummond        | Détroit / Cleveland       | 15,2        |
| Passes par match               | LeBron James          | Lakers de Los Angeles     | 10,2        |
| Interceptions par match        | Ben Simmons           | 76ers de Philadelphie     | 2,1         |
| Contres par match              | Hassan Whiteside      | Trail Blazers de Portland | 2,9         |
| Ballons perdus par match       | Trae Young            | Hawks d'Atlanta           | 4,8         |
| Minutes jouées par match       | Damian Lillard        | Trail Blazers de Portland | 37,5        |
| Pourcentage de réussite        | Mitchell Robinson     | Knicks de New York        | 74,2%       |
| Pourcentage à 3 points         | George Hill           | Bucks de Milwaukee        | 46,0 %      |
| Pourcentage aux lancers francs | Brad Wanamaker        | Celtics de Boston         | 92,6 %      |
| Double-doubles                 | Giánnis Antetokoúnmpo | Bucks de Milwaukee        | 56          |
| Triple-doubles                 | Luka Dončić           | Mavericks de Dallas       | 17          |

| Catégorie                      | Joueur           | Équipe                    | Statistique |
| ------------------------------ | ---------------- | ------------------------- | ----------- |
| Points par match               | Donovan Mitchell | Jazz de l'Utah            | 36,3        |
| Rebonds par match              | Jarrett Allen    | Nets de Brooklyn          | 14,8        |
| Passes par match               | Malcolm Brogdon  | Pacers de l'Indiana       | 10,0        |
| Interceptions par match        | Robert Covington | Rockets de Houston        | 2,5         |
| Contres par match              | Myles Turner     | Pacers de l'Indiana       | 4,0         |
| Ballons perdus par match       | Luka Dončić      | Mavericks de Dallas       | 5,2         |
| Minutes jouées par match       | Jayson Tatum     | Celtics de Boston         | 40,6        |
| Pourcentage de réussite        | Rudy Gobert      | Jazz de l'Utah            | 64,9%       |
| Pourcentage à 3 points         | Joe Harris       | Nets de Brooklyn          | 58,3%       |
| Pourcentage aux lancers francs | Damian Lillard   | Trail Blazers de Portland | 97,0%       |
| Double-doubles                 | LeBron James     | Lakers de Los Angeles     | 16          |
| Triple-doubles                 | LeBron James     | Lakers de Los Angeles     | 5           |

### Statistiques équipes
Source : https://stats.nba.com/teams/
| Catégorie                        | Équipe                       | Statistique |
| -------------------------------- | ---------------------------- | ----------- |
| Points par match                 | Bucks de Milwaukee           | 118,7       |
| Rebonds par match                | Bucks de Milwaukee           | 51,7        |
| Passes par match                 | Suns de Phoenix              | 27,2        |
| Interceptions par match          | Bulls de Chicago             | 10,0        |
| Contres par match                | Lakers de Los Angeles        | 6,6         |
| Pertes de balles par match (min) | Spurs de San Antonio         | 12,6        |
| Pourcentage de réussite          | Lakers de Los Angeles        | 48,0 %      |
| Pourcentage à 3 points           | Jazz de l'Utah Heat de Miami | 38,0 %      |
| Pourcentage aux lancers francs   | Suns de Phoenix              | 83,4 %      |
| Différentiel de points (+)       | Bucks de Milwaukee           | + 10,1      |
| Différentiel de points (-)       | Warriors de Golden State     | - 8,7       |

| Catégorie                        | Équipe                                 | Statistique |
| -------------------------------- | -------------------------------------- | ----------- |
| Points par match                 | Mavericks de Dallas                    | 117,0       |
| Rebonds par match                | Thunder d'Oklahoma City                | 49,9        |
| Passes par match                 | Nets de Brooklyn                       | 25,8        |
| Interceptions par match          | Pacers de l'Indiana                    | 9,3         |
| Contres par match                | Pacers de l'Indiana Raptors de Toronto | 5,5         |
| Pertes de balles par match (min) | 76ers de Philadelphie Jazz de l'Utah   | 12,0        |
| Pourcentage de réussite          | Lakers de Los Angeles                  | 48,9%       |
| Pourcentage à 3 points           | Jazz de l'Utah                         | 42,1%       |
| Pourcentage aux lancers francs   | Magic d'Orlando                        | 83,8%       |
| Différentiel de points (+)       | Lakers de Los Angeles                  | + 6,9       |
| Différentiel de points (-)       | Nets de Brooklyn                       | - 20,5      |

### Records individuels
Source : https://stats.nba.com/players/boxscores-traditional/
| Saison régulière            | Saison régulière                                                                               | Saison régulière                                                                                               | Saison régulière | Saison régulière                                                                                               |
| --------------------------- | ---------------------------------------------------------------------------------------------- | --- | ---------------- | --- |
| Catégorie                   | Joueur                                                                                         | Équipe | Statistique      | Date |
| Minutes                     | P. J. Tucker                                                                                   | Rockets de Houston                                                                                             | 52               | 3 décembre 2019                                                                                                |
| Points                      | Damian Lillard                                                                                 | Trail Blazers de Portland                                                                                      | 61               | 20 janvier 2020 11 août 2020                                                                                   |
| Rebonds                     | Jonas Valančiūnas                                                                              | Grizzlies de Memphis                                                                                           | 25               | 28 février 2020                                                                                                |
| Rebonds défensifs           | Kevin Love Nikola Vučević Giánnis Antetokoúnmpo Jonas Valančiūnas                              | Cavaliers de Cleveland Magic d'Orlando Bucks de Milwaukee Grizzlies de Memphis                                 | 19               | 30 octobre 2019 6 janvier 2020 25 février 2020 28 février 2020                                                 |
| Rebonds offensifs           | Clint Capela                                                                                   | Rockets de Houston                                                                                             | 11               | 8 janvier 2020                                                                                                 |
| Passes décisives            | LeBron James Luka Dončić                                                                       | Lakers de Los Angeles Mavericks de Dallas                                                                      | 19               | 15 janvier 2020 8 août 2020                                                                                    |
| Interceptions               | Ben Simmons Fred VanVleet Jonathan Isaac Elfrid Payton Dennis Smith Jr. Ricky Rubio OG Anunoby | 76ers de Philadelphie Raptors de Toronto Magic d'Orlando Knicks de New York Suns de Phoenix Raptors de Toronto | 7                | 26 octobre 2019 4 novembre 2019 29 novembre 2019 28 décembre 2019 6 janvier 2020 24 février 2020 1er mars 2020 |
| Contres                     | Hassan Whiteside                                                                               | Trail Blazers de Portland                                                                                      | 10               | 29 novembre 2019                                                                                               |
| Balles perdues              | James Harden                                                                                   | Rockets de Houston                                                                                             | 11               | 11 janvier 2020                                                                                                |
| Tirs marqués                | Anthony Davis James Harden T. J. Warren                                                        | Lakers de Los Angeles Rockets de Houston Pacers de l'Indiana                                                   | 20               | 8 décembre 2019 11 décembre 2019 1er août 2020                                                                 |
| Tirs tentés                 | James Harden                                                                                   | Rockets de Houston                                                                                             | 41               | 16 novembre 2019                                                                                               |
| Tirs à trois points marqués | Zach LaVine                                                                                    | Bulls de Chicago                                                                                               | 13               | 23 novembre 2019                                                                                               |
| Tirs à trois points tentés  | James Harden Marcus Smart                                                                      | Rockets de Houston Celtics de Boston                                                                           | 22               | 16 novembre 2019 18 janvier 2020                                                                               |
| Lancers francs marqués      | Anthony Davis                                                                                  | Lakers de Los Angeles                                                                                          | 26               | 29 octobre 2019                                                                                                |
| Lancers francs tentés       | Anthony Davis                                                                                  | Lakers de Los Angeles                                                                                          | 27               | 29 octobre 2019                                                                                                |

| Playoffs                    | Playoffs                                   | Playoffs                                            | Playoffs    | Playoffs                               |
| --------------------------- | ------------------------------------------ | --------------------------------------------------- | ----------- | -------------------------------------- |
| Catégorie                   | Joueur                                     | Équipe                                              | Statistique | Date                                   |
| Minutes                     | Pascal Siakam                              | Raptors de Toronto                                  | 54          | 9 septembre 2020                       |
| Points                      | Donovan Mitchell                           | Jazz de l'Utah                                      | 57          | 17 août 2020                           |
| Rebonds                     | Nikola Jokić                               | Nuggets de Denver                                   | 22          | 15 septembre 2020                      |
| Rebonds défensifs           | Nikola Jokić                               | Nuggets de Denver                                   | 19          | 15 septembre 2020                      |
| Rebonds offensifs           | Steven Adams                               | Thunder d'Oklahoma City                             | 9           | 31 août 2020                           |
| Passes décisives            | LeBron James                               | Lakers de Los Angeles                               | 16          | 18 août 2020                           |
| Interceptions               | Fred VanVleet                              | Raptors de Toronto                                  | 6           | 30 août 2020                           |
| Contres                     | Hassan Whiteside Myles Turner              | Trail Blazers de Portland Pacers de l'Indiana       | 5           | 18 août 2020 20 août 2020 24 août 2020 |
| Balles perdues              | Luka Dončić                                | Mavericks de Dallas                                 | 11          | 17 août 2020                           |
| Tirs marqués                | Donovan Mitchell                           | Jazz de l'Utah                                      | 19          | 17 août 2020                           |
| Tirs tentés                 | Donovan Mitchell                           | Jazz de l'Utah                                      | 33          | 17 août 2020                           |
| Tirs à trois points marqués | Jamal Murray Donovan Mitchell Jamal Murray | Nuggets de Denver Jazz de l'Utah Nuggets de Denver  | 9           | 23 août 2020 30 août 2020              |
| Tirs à trois points tentés  | Donovan Mitchell Jamal Murray James Harden | Jazz de l'Utah Nuggets de Denver Rockets de Houston | 15          | 17 août 2020 23 août 2020 24 août 2020 |
| Lancers francs marqués      | Jimmy Butler Donovan Mitchell              | Heat de Miami Jazz de l'Utah                        | 17          | 22 août 2020 23 août 2020              |
| Lancers francs tentés       | Jimmy Butler James Harden                  | Heat de Miami Rockets de Houston                    | 20          | 22 août 2020 10 septembre 2020         |

## Récompenses
Les récompenses annuelles sont attribuées au cours de la fin de saison, dans la "Bulle" d'Orlando.

### Trophées annuels
| \| Récompenses \| Vainqueur \| Finalistes \| \| -------------------------------- \| ------------------------------------------------ \| -------------------------------------------------------------------------------- \| \| NBA Most Valuable Player \| Giánnis Antetokoúnmpo (Bucks de Milwaukee) \| James Harden (Rockets de Houston) LeBron James (Lakers de Los Angeles) \| \| NBA Defensive Player of the Year \| Giánnis Antetokoúnmpo (Bucks de Milwaukee) \| Anthony Davis (Lakers de Los Angeles) Rudy Gobert (Jazz de l'Utah) \| \| NBA Rookie of the Year \| Ja Morant (Grizzlies de Memphis) \| Kendrick Nunn (Heat de Miami) Zion Williamson (Pelicans de La Nouvelle-Orléans) \| \| NBA Sixth Man of the Year \| Montrezl Harrell (Clippers de Los Angeles) \| Dennis Schröder (Thunder d'Oklahoma City) Lou Williams (Clippers de Los Angeles) \| \| Most Improved Player \| Brandon Ingram (Pelicans de La Nouvelle-Orléans) \| Bam Adebayo (Heat de Miami) Luka Dončić (Mavericks de Dallas) \| \| Coach of the Year \| Nick Nurse (Raptors de Toronto) \| Mike Budenholzer (Bucks de Milwaukee) Billy Donovan (Thunder d'Oklahoma City) \| - Executive of the Year : Lawrence Frank (Clippers de Los Angeles) - NBA Sportsmanship Award : Vince Carter (Hawks d'Atlanta) - J. Walter Kennedy Citizenship Award : Malcolm Brogdon (Pacers de l'Indiana) - Twyman-Stokes Teammate of the Year Award : Jrue Holiday (Pelicans de La Nouvelle-Orléans) |                                                  |                                                                                  |
| Récompenses | Vainqueur                                        | Finalistes                                                                       |
| NBA Most Valuable Player | Giánnis Antetokoúnmpo (Bucks de Milwaukee)       | James Harden (Rockets de Houston) LeBron James (Lakers de Los Angeles)           |
| NBA Defensive Player of the Year | Giánnis Antetokoúnmpo (Bucks de Milwaukee)       | Anthony Davis (Lakers de Los Angeles) Rudy Gobert (Jazz de l'Utah)               |
| NBA Rookie of the Year | Ja Morant (Grizzlies de Memphis)                 | Kendrick Nunn (Heat de Miami) Zion Williamson (Pelicans de La Nouvelle-Orléans)  |
| NBA Sixth Man of the Year | Montrezl Harrell (Clippers de Los Angeles)       | Dennis Schröder (Thunder d'Oklahoma City) Lou Williams (Clippers de Los Angeles) |
| Most Improved Player | Brandon Ingram (Pelicans de La Nouvelle-Orléans) | Bam Adebayo (Heat de Miami) Luka Dončić (Mavericks de Dallas)                    |
| Coach of the Year | Nick Nurse (Raptors de Toronto)                  | Mike Budenholzer (Bucks de Milwaukee) Billy Donovan (Thunder d'Oklahoma City)    |

| - All-NBA First Team : - Giánnis Antetokoúnmpo (Bucks de Milwaukee) - Anthony Davis (Lakers de Los Angeles) - Luka Dončić (Mavericks de Dallas) - James Harden (Rockets de Houston) - LeBron James (Lakers de Los Angeles) | - All-NBA Second Team : - Nikola Jokić (Nuggets de Denver) - Kawhi Leonard (Clippers de Los Angeles) - Damian Lillard (Trail Blazers de Portland) - Chris Paul (Thunder d'Oklahoma City) - Pascal Siakam (Raptors de Toronto) | - All-NBA Third Team : - Jimmy Butler (Heat de Miami) - Rudy Gobert (Jazz de l'Utah) - Ben Simmons (76ers de Philadelphie) - Jayson Tatum (Celtics de Boston) - Russell Westbrook (Rockets de Houston) |

| - NBA All-Defensive First Team : - Giánnis Antetokoúnmpo (Bucks de Milwaukee) - Anthony Davis (Lakers de Los Angeles) - Ben Simmons (76ers de Philadelphie) - Rudy Gobert (Jazz de l'Utah) - Marcus Smart (Celtics de Boston) | - NBA All-Defensive Second Team : - Kawhi Leonard (Clippers de Los Angeles) - Brook Lopez (Bucks de Milwaukee) - Bam Adebayo (Heat de Miami) - Patrick Beverley (Clippers de Los Angeles) - Eric Bledsoe (Bucks de Milwaukee) |

| - NBA All-Rookie First Team : - Ja Morant (Grizzlies de Memphis) - Kendrick Nunn (Heat de Miami) - Brandon Clarke (Grizzlies de Memphis) - Zion Williamson (Pelicans de La Nouvelle-Orléans) - Eric Paschall (Warriors de Golden State) | - NBA All-Rookie Second Team : - Tyler Herro (Heat de Miami) - Terence Davis II (Raptors de Toronto) - Coby White (Bulls de Chicago) - P. J. Washington (Hornets de Charlotte) - Rui Hachimura (Wizards de Washington) |

### Joueurs de la semaine
| Semaine                    | Conférence Est                                   | Conférence Ouest                                       |
| -------------------------- | ------------------------------------------------ | ------------------------------------------------------ |
| 22 octobre - 27 octobre    | Trae Young (Hawks d'Atlanta) (1/1)               | Karl-Anthony Towns (Timberwolves du Minnesota) (1/1)   |
| 28 octobre - 3 novembre    | Giánnis Antetokoúnmpo (Bucks de Milwaukee) (1/4) | Anthony Davis (Lakers de Los Angeles) (1/2)            |
| 4 novembre - 10 novembre   | Pascal Siakam (Raptors de Toronto) (1/2)         | James Harden (Rockets de Houston) (1/2)                |
| 11 novembre - 17 novembre  | Nikola Vučević (Magic d'Orlando) (1/1)           | James Harden (Rockets de Houston) (2/2)                |
| 18 novembre - 24 novembre  | Spencer Dinwiddie (Nets de Brooklyn) (1/1)       | Luka Dončić (Mavericks de Dallas) (1/1)                |
| 25 novembre - 1er décembre | Giánnis Antetokoúnmpo (Bucks de Milwaukee) (2/4) | Carmelo Anthony (Trail Blazers de Portland) (1/1)      |
| 2 décembre - 8 décembre    | Jimmy Butler (Heat de Miami) (1/1)               | Anthony Davis (Lakers de Los Angeles) (2/2)            |
| 9 décembre - 15 décembre   | Bam Adebayo (Heat de Miami) (1/1)                | LeBron James (Lakers de Los Angeles) (1/3)             |
| 16 décembre - 22 décembre  | Kyle Lowry (Raptors de Toronto) (1/1)            | Dennis Schröder (Thunder d'Oklahoma City) (1/1)        |
| 23 décembre - 29 décembre  | Jaylen Brown (Celtics de Boston) (1/2)           | Brandon Ingram (Pelicans de La Nouvelle-Orléans) (1/1) |
| 30 décembre - 5 janvier    | Giánnis Antetokoúnmpo (Bucks de Milwaukee) (3/4) | LeBron James (Lakers de Los Angeles) (2/3)             |
| 6 janvier - 12 janvier     | Josh Richardson (76ers de Philadelphie) (1/1)    | DeMar DeRozan (Spurs de San Antonio) (1/1)             |
| 13 janvier - 19 janvier    | Ben Simmons (76ers de Philadelphie) (1/1)        | Kawhi Leonard (Clippers de Los Angeles) (1/1)          |
| 20 janvier - 26 janvier    | Pascal Siakam (Raptors de Toronto) (2/2)         | Damian Lillard (Trail Blazers de Portland) (1/2)       |
| 27 janvier - 2 février     | Jaylen Brown (Celtics de Boston) (2/2)           | Damian Lillard (Trail Blazers de Portland) (2/2)       |
| 3 février - 9 février      | Jayson Tatum (Celtics de Boston) (1/1)           | Nikola Jokić (Nuggets de Denver) (1/1)                 |
| 24 février - 1er mars      | Giánnis Antetokoúnmpo (Bucks de Milwaukee) (4/4) | Kristaps Porziņģis (Mavericks de Dallas) (1/1)         |
| 2 mars - 8 mars            | Norman Powell (Raptors de Toronto) (1/1)         | LeBron James (Lakers de Los Angeles) (3/3)             |

### Joueurs du mois
| Mois               | Conférence Est                                   | Conférence Ouest                           |
| ------------------ | ------------------------------------------------ | ------------------------------------------ |
| Octobre / Novembre | Giánnis Antetokoúnmpo (Bucks de Milwaukee) (1/3) | Luka Dončić (Mavericks de Dallas) (1/1)    |
| Décembre           | Giánnis Antetokoúnmpo (Bucks de Milwaukee) (2/3) | James Harden (Rockets de Houston) (1/1)    |
| Janvier            | Giánnis Antetokoúnmpo (Bucks de Milwaukee) (3/3) | LeBron James (Lakers de Los Angeles) (1/2) |
| Février            | Jayson Tatum (Celtics de Boston) (1/1)           | LeBron James (Lakers de Los Angeles) (2/2) |

### Rookies du mois
| Mois               | Conférence Est                      | Conférence Ouest                                        |
| ------------------ | ----------------------------------- | ------------------------------------------------------- |
| Octobre / Novembre | Kendrick Nunn (Heat de Miami) (1/3) | Ja Morant (Grizzlies de Memphis) (1/3)                  |
| Décembre           | Kendrick Nunn (Heat de Miami) (2/3) | Ja Morant (Grizzlies de Memphis) (2/3)                  |
| Janvier            | Kendrick Nunn (Heat de Miami) (3/3) | Ja Morant (Grizzlies de Memphis) (3/3)                  |
| Février            | Coby White (Bulls de Chicago) (1/1) | Zion Williamson (Pelicans de La Nouvelle-Orléans) (1/1) |

### Entraîneurs du mois
| Mois               | Conférence Est                              | Conférence Ouest                              |
| ------------------ | ------------------------------------------- | --------------------------------------------- |
| Octobre / Novembre | Nick Nurse (Raptors de Toronto) (1/2)       | Frank Vogel (Lakers de Los Angeles) (1/1)     |
| Décembre           | Mike Budenholzer (Bucks de Milwaukee) (1/2) | Billy Donovan (Thunder d'Oklahoma City) (1/1) |
| Janvier            | Nick Nurse (Raptors de Toronto) (2/2)       | Taylor Jenkins (Grizzlies de Memphis) (1/1)   |
| Février            | Mike Budenholzer (Bucks de Milwaukee) (2/2) | Mike D'Antoni (Rockets de Houston) (1/1)      |

## Événements notables de la saison
- Le 24 octobre 2019, Vince Carter, des Hawks d'Atlanta, est devenu le premier joueur de l'histoire de la NBA à jouer 22 saisons dans la ligue américaine[40], et ce, sur 4 décennies (années 90, années 2000, années 2010, années 2020).
- Le 19 novembre 2019, LeBron James, des Lakers de Los Angeles, est devenu le premier joueur de l'histoire de la NBA à réaliser un triple-double contre les 30 équipes qui composent la NBA[41].
- Le 27 novembre 2019, LeBron James est devenu le 4e joueur de l'histoire de la NBA à atteindre les 33 000 points en carrière[42].
- Le 8 décembre 2019, Luka Dončić, des Mavericks de Dallas, a battu le record du nombre de matchs consécutifs avec au moins 20 points, 5 rebonds, 5 passes, détenu par Michael Jordan avec un total de 20 matchs[43].
- Le 10 décembre 2019, Vince Carter est devenu le 5e joueur de l'histoire de la NBA à jouer au moins 1 500 matchs[44].
- Le 29 décembre 2019, LeBron James devient le premier joueur de l'histoire de la NBA à enregistrer 30 000 points, 9 000 rebonds et 9 000 passes en carrière[45].
- Le 1er janvier 2020, l'ancien commissaire, David Stern, décède à l'âge de 77 ans, des conséquences d'une hémorragie cérébrale[46].
- Le 4 janvier 2020, Vince Carter devient le premier joueur dans l'histoire de la NBA, à avoir joué dans 4 décennies différentes[47].
- Le 13 janvier 2020, Shai Gilgeous-Alexander, du Thunder d'Oklahoma City, devient le plus jeune joueur de l'histoire de la NBA, à enregistrer un triple-double avec 20 rebonds à l'âge de 21 ans et 185 jours[48].
- Le 20 janvier 2020, Russell Westbrook, des Rockets de Houston, devient le second joueur de l'histoire de la NBA, après LeBron James quelques mois auparavant, à réaliser un triple-double face aux 30 franchises NBA[49].
- Le 25 janvier 2020, LeBron James dépasse Kobe Bryant, en troisième position, au classement des meilleurs marqueurs de l'histoire de la NBA[50].
- Le 26 janvier 2020, Kobe Bryant et sa fille Gianna décèdent lors d'un accident d'hélicoptère à Calabasas, en Californie. Toutes les équipes vont violer les règles des 24 secondes et des 8 secondes, en référence aux numéros de Kobe Bryant aux Lakers[51].
- Le 23 février 2020, les Bucks de Milwaukee valident leur participation aux playoffs 2020 à la suite de leur victoire 137-134 face aux Wizards de Washington. Cela fait des Bucks, l'équipe s'étant qualifiée le plus rapidement pour les playoffs dans l'histoire de la NBA[52].
- Le 11 mars 2020, le match entre le Jazz de l'Utah et le Thunder d'Oklahoma City a été brusquement reporté peu de temps avant le début du matin, à la suite du résultat positif, concernant Rudy Gobert pour la COVID-19[53]. La NBA a ensuite suspendu le reste de la saison 2019-2020 « jusqu’à nouvel ordre » après l’achèvement des matchs déjà débutés dans la soirée. Le lendemain, son coéquipier Donovan Mitchell a aussi été positif au test[54].
- Le 25 juin 2020, Vince Carter annonce qu'il met un terme à sa carrière, après 22 saisons disputées au sein de la ligue, ce qui constitue un record NBA, jouant son dernier match contre les Knicks de New York.
- Le 30 juin 2020, la saison a officiellement repris à Orlando, sous la forme d'une bulle[55].
- Le 26 août 2020, les trois affiches de playoffs n'ont pas été disputées et boycottées par les joueurs en raison de la lutte sociale qui se déroule aux États-Unis et des violences policières touchant le Wisconsin[56].
- Le 15 septembre 2020, les Nuggets de Denver deviennent la première équipe dans l’histoire des playoffs NBA à revenir deux fois de suite d'un déficit de 3-1 dans leurs séries[57]. Au premier tour, ils ont battu le Jazz de l'Utah en 7 matchs, puis ils ont répété le même exploit contre Paul George et Kawhi Leonard des Clippers de Los Angeles au second tour[58].